# Kremmling
Kremmling és una població dels Estats Units a l'estat de Colorado. Segons el cens del 2000 tenia 1.578 habitants.

## Demografia
Segons el cens del 2000, Kremmling tenia 1.578 habitants, 595 habitatges, i 423 famílies. La densitat de població era de 458,1 habitants per km².
Dels 595 habitatges en un 38,8% hi vivien nens de menys de 18 anys, en un 56,3% hi vivien parelles casades, en un 8,4% dones solteres, i en un 28,9% no eren unitats familiars. En el 24,4% dels habitatges hi vivien persones soles el 6,7% de les quals corresponia a persones de 65 anys o més que vivien soles. El nombre mitjà de persones vivint en cada habitatge era de 2,58 i el nombre mitjà de persones que vivien en cada família era de 3,07.
Per edats la població es repartia de la següent manera: un 29% tenia menys de 18 anys, un 8,4% entre 18 i 24, un 33,6% entre 25 i 44, un 20,8% de 45 a 60 i un 8,1% 65 anys o més.
L'edat mediana era de 34 anys. Per cada 100 dones de 18 o més anys hi havia 109 homes.
La renda mediana per habitatge era de 45.605 $ i la renda mediana per família de 51.023 $. Els homes tenien una renda mediana de 38.333 $ mentre que les dones 25.385 $. La renda per capita de la població era de 19.687 $. Entorn del 8,2% de les famílies i el 8,1% de la població estaven per davall del llindar de pobresa.

## Poblacions més properes
El següent diagrama mostra les poblacions més properes.